# Sundamekar
Sundamekar is een bestuurslaag in het regentschap Sumedang van de provincie West-Java, Indonesië. Sundamekar telt 2195 inwoners (volkstelling 2010).